# Melitaea blotei
Melitaea blotei är en fjärilsart som beskrevs av Curt Eisner 1942. Melitaea blotei ingår i släktet Melitaea och familjen praktfjärilar. Inga underarter finns listade i Catalogue of Life.